# كريم حقي
كريم حقي (مواليد 20 يناير 1984 في القصرين) لاعب كرة قدم تونسي ويلعب في خطة مدافع ومنذ 2009 يلعب لنادي سانت جالين ولمنتخب تونس من 2003 وقد لعب 75 مباراة سجل خلالها 6 اهداف.
كما سبق له اللعب لمستقبل القصرين والنجم الرياضي الساحلي في تونس ونادي ستراسبورغ في فرنسا ونادي باير 04 ليفركوزن وهانوفر 96 في ألمانيا.

## الالقاب
- كأس أفريقيا للأندية ابطال الكؤوس 2003 مع النجم الرياضي الساحلي.
- كأس أمم إفريقيا 2004 مع المنتخب الوطني التونسي.
- كأس الرابطة الفرنسية 2005 مع نادي ستراسبورغ في فرنسا.
- نهائي كأس ألمانيا 2009 مع نادي باير ليفركوزن في ألمانيا.

## روابط خارجية
- كريم حقي على موقع الاتحاد الأوربي (الإنجليزية)
- كريم حقي على موقع إي إس بي إن إف سي (الإنجليزية)
- كريم حقي على موقع قاعدة بيانات كرة القدم.إي يو (الإنجليزية)
- كريم حقي على موقع بيانات كرة القدم. دي إي (الألمانية)
- كريم حقي على موقع ليكيب (الفرنسية)
- كريم حقي على موقع ناشيونال فوتبول تيمز (الإنجليزية)
- كريم حقي على موقع Soccerway.com (الإنجليزية)
- كريم حقي على موقع عالم كرة القدم.نت (الإنجليزية)
- كريم حقي على موقع أوليمبيديا (الإنجليزية)
- كريم حقي على موقع AS.com (الإسبانية)